# Championnat de Tunisie masculin de volley-ball 1993-1994
Navigation
Saison précédente Saison suivante
Le championnat de Tunisie masculin de volley-ball 1993-1994 est la 39e édition à se tenir depuis 1956. Il est disputé par les douze meilleurs clubs en deux phases : une première phase en deux poules de six clubs chacune en aller et retour et une deuxième de play-off et play-out en aller et retour.
Le Club africain reprend la tête en championnat alors que l'Espérance sportive de Tunis conserve la coupe de Tunisie. Les champions dirigés par Ali Boussarsar puis par Rachid Boussarsar sont Boussarsar lui-même, Hédi Boussarsar, Nicolas Grigorov (venant de Russie), Lotfi Mdouki, Hatem Sammoud, Chamseddine Souyah, Anis Fazaa, Riadh Hedhili, Mehrez Berriri, Rached Ben Krid, Zied Largueche, Fayçal Ben Amara et Nader Jerbi. L'Espérance sportive de Tunis, vainqueur de la coupe, remporte également la coupe d'Afrique des clubs champions.
Les promus en début de saison, l'Étoile sportive de Radès et Fatah Hammam El Ghezaz, sont relégués en division inférieure.

## Division nationale

### Première phase

#### Poule A
| Rang | Équipe                            | Points | Matchs | Victoires | Défaites | Sets pour | Sets contre |
| 1    | Club sportif sfaxien              | 18     | 10     | 8         | 2        | 28        | 11          |
| 2    | Espérance sportive de Tunis       | 18     | 10     | 8         | 2        | 25        | 12          |
| 3    | Étoile sportive du Sahel          | 17     | 10     | 7         | 3        | 27        | 11          |
| 4    | Tunis Air Club                    | 13     | 10     | 3         | 7        | 16        | 22          |
| 5    | Étoile olympique La Goulette Kram | 13     | 10     | 3         | 7        | 12        | 23          |
| 6    | Étoile sportive de Radès          | 10     | 10     | 0         | 10       | 1         | 30          |

#### Poule B
| Rang | Équipe                                | Points | Matchs | Victoires | Défaites | Sets pour | Sets contre |
| 1    | Club africain                         | 18     | 10     | 8         | 2        | 28        | 10          |
| 2    | Club olympique de Kélibia             | 18     | 10     | 8         | 2        | 25        | 11          |
| 3    | Union sportive des transports de Sfax | 16     | 10     | 6         | 4        | 21        | 15          |
| 4    | Club sportif de Hammam Lif            | 14     | 10     | 4         | 6        | 19        | 24          |
| 5    | Association sportive des PTT Sfax     | 14     | 10     | 4         | 6        | 14        | 21          |
| 6    | Fatah Hammam El Ghezaz                | 10     | 10     | 0         | 10       | 4         | 30          |

### Play-off
| Rang | Équipe                                | Points | Matchs | Victoires | Défaites | Sets pour | Sets contre |
| 1    | Club africain                         | 19     | 10     | 9         | 1        | 28        | 4           |
| 2    | Espérance sportive de Tunis           | 18     | 10     | 8         | 2        | 25        | 9           |
| 3    | Club sportif sfaxien                  | 17     | 10     | 7         | 3        | 21        | 11          |
| 4    | Étoile sportive du Sahel              | 13     | 10     | 3         | 7        | 12        | 25          |
| 5    | Union sportive des transports de Sfax | 12     | 10     | 2         | 8        | 8         | 28          |
| 6    | Club olympique de Kélibia             | 11     | 10     | 1         | 9        | 10        | 28          |

### Play-out
| Rang | Équipe                            | Points | Matchs | Victoires | Défaites | Sets pour | Sets contre |
| 1    | Étoile olympique La Goulette Kram | 17     | 10     | 7         | 3        | 26        | 15          |
| 2    | Club sportif de Hammam Lif        | 17     | 10     | 7         | 3        | 24        | 19          |
| 3    | Tunis Air Club                    | 16     | 10     | 6         | 4        | 22        | 17          |
| 4    | Association sportive des PTT Sfax | 16     | 10     | 6         | 4        | 20        | 18          |
| 5    | Étoile sportive de Radès          | 13     | 10     | 3         | 7        | 17        | 23          |
| 6    | Fatah Hammam El Ghezaz            | 11     | 10     | 1         | 9        | 10        | 29          |

## Division 2
Dix clubs constituent cette division qui voit le retour du Club sportif de Jendouba et du Club athlétique bizertin.
- Avenir sportif de La Marsa
- Saydia Sports
- Aigle sportif d'El Haouaria
- Union sportive monastirienne
- Association sportive des PTT
- Zitouna Sports
- Union sportive de Carthage
- Club sportif de Jendouba
- Union sportive de Bousalem
- Club athlétique bizertin
- Non engagé : Étoile sportive de Ghardimaou

L'Avenir sportif de La Marsa et Saydia Sports, dirigés respectivement par Ouael Behi et Raouf Karoui, retrouvent leur place en division nationale.